# Тлауэлильпан (муниципалитет)
Тлауэлильпан (исп. Tlahuelilpan) — муниципалитет в Мексике, штат Идальго с административным центром в одноимённом посёлке. Численность населения, по данным переписи 2010 года, составила 17 153 человека.

## Общие сведения
Название Tlahuelilpan с языка науатль можно перевести как: где орошается земля.
Площадь муниципалитета равна 28 км², что составляет 0,14 % от общей площади штата, а наивысшая точка — 2152 метра, расположена в поселении Колония-Серро-де-Гомес.
Он граничит с другими муниципалитетами штата Идальго: на севере Мискьяуала-де-Хуаресом, на востоке с Тетепанго, на юге с Тласкоапаной, и на западе с Тесонтепек-де-Альдамой.

## Хроники муниципалитета
Муниципалитет был образован в январе 1970 года, по указу губернатора Мануэля Санчеса Вите, и с одобрения Конгресса штата.
18 января 2019 года в муниципалитете произошёл взрыв нефтепровода, при хищении нефтепродуктов.

## Состав
В состав муниципалитета входит 12 населённых пунктов, самые крупные из которых:
| Код INEGI | Населённый пункт                                                                 | Численность населения (2005 год) | Численность населения (2010 год) |
| --------- | -------------------------------------------------------------------------------- | -------------------------------- | -------------------------------- |
| 070       | Всего                                                                            | 15412                            | 17153                            |
| 0001      | Тлауэлильпан (исп. Tlahuelilpan) 20°07′55″ с. ш. 99°14′00″ з. д.                 | 7997                             | 8498                             |
| 0003      | Колония-Куаутемок (исп. Colonia Cuauhtémoc) 20°08′23″ с. ш. 99°14′24″ з. д.      | 3801                             | 4155                             |
| 0002      | Мунитепек-де-Мадеро (исп. Munitepec de Madero) 20°07′44″ с. ш. 99°11′57″ з. д.   | 2326                             | 2520                             |
| 0014      | Серро-де-ла-Крус (исп. Colonia Cerro de la Cruz) 20°08′39″ с. ш. 99°13′27″ з. д. | 1097                             | 1509                             |
| 0019      | Эль-Салитре (исп. El Salitre) 20°07′35″ с. ш. 99°14′07″ з. д.                    | 80                               | 231                              |
| 0015      | Медия-Луна (исп. Ejido Media Luna) 20°08′06″ с. ш. 99°14′12″ з. д.               | 69                               | 106                              |

## Экономика
По статистическим данным 2000 года, работоспособное население занято по секторам экономики в следующих пропорциях: сельское хозяйство, скотоводство и рыбная ловля — 19,6 %, промышленность и строительство — 22,9 %, сфера обслуживания и туризма — 54,7 %, безработные — 2,8 %.

## Инфраструктура
По статистическим данным 2010 года, инфраструктура развита следующим образом:
- электрификация: 98,6 %;
- водоснабжение: 98,6 %;
- водоотведение: 96,8 %.

## Фотографии

Бывший монастырь Святого Франциска
Новое здание католической церкви